# Paris första arrondissement

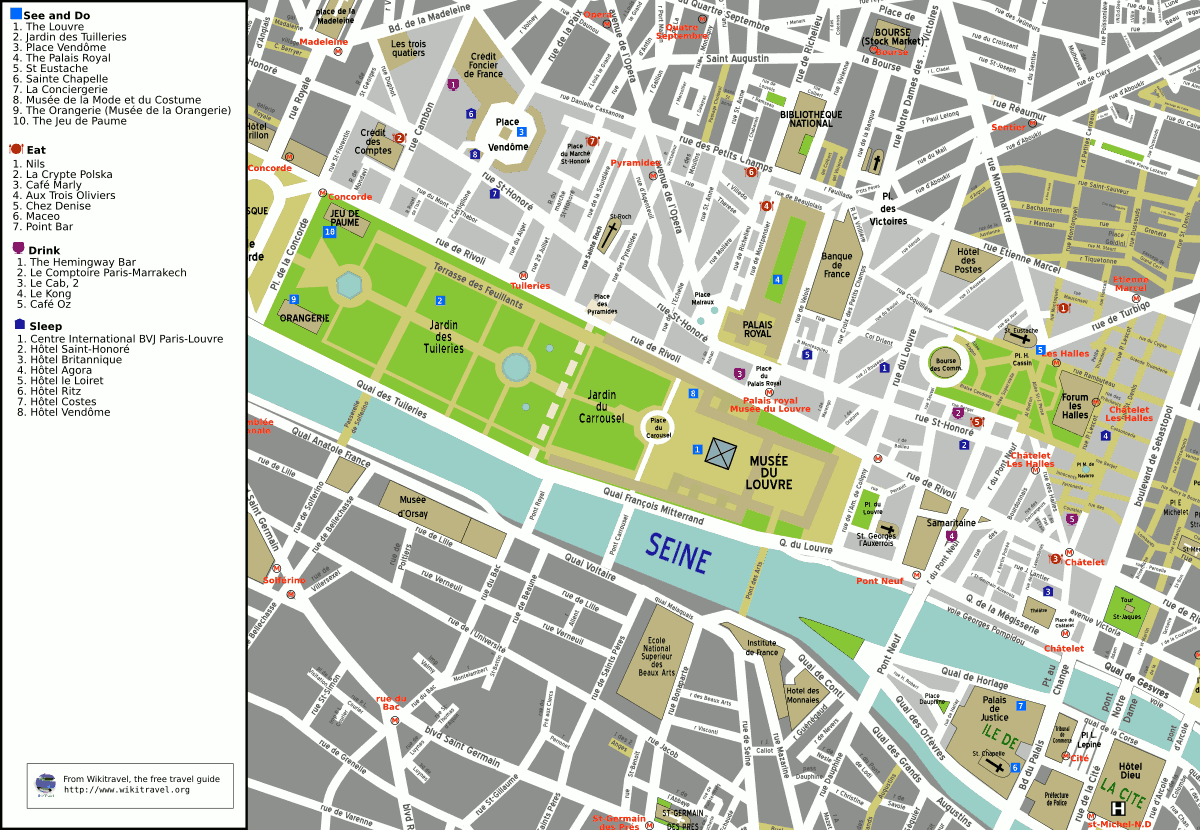
Karta över 1:a arrondissementet.

Paris första arrondissementet (Louvre) är ett av Paris 20 arrondissement. Det är det av stadens arrondissement som är minst befolkat, med 16 888 invånare 1999. Samma år arbetade 63 056 personer i området. Ytan är 1,826 km².
En omfattande del av arrondissementet upptas av Louvren och Tuilerierna. Arrondissementet ligger huvudsakligen längs Seines högra (norra) strand, men även den västra delen av Île de la Cité ingår. Det är ett av de äldsta arrondissementen i Paris; Île de la Cité sedan antiken och vissa delar av högra stranden, med Les Halles, sedan tidig medeltid.